# Pierre César Charles de Sercey
Pierre César Charles de Sercey (Autun, 26 aprile 1753 – Parigi, 10 agosto 1836) è stato un ammiraglio francese.
Divenne particolarmente noto per aver comandato le forze francesi nell'Oceano Indiano dal 1796 al 1800. Il suo è uno dei nomi incisi sotto l'Arco di Trionfo di Parigi.

## Biografia

### I primi anni
Proveniente da una famiglia dell'antica nobiltà francese, Pierre nacque nel castello di Jeu, presso Autun, rimanendo però orfano molto giovane e decise di entrare nella marina francese a bordo della Légère a 13 anni, nel 1766, per poi salpare alla volta delle Antille. Viaggiò dunque nell'Oceano Indiano tra il 1767 ed il 1769, entrando nella guardia costiera delle Mauritius nel 1770.
Fu mozzo a bordo della Gros Ventre nelle spedizioni di Kerguelen (1772–1774). Separatasi dall'ammiraglia della spedizione, la Fortune, a causa di una tempesta, la Gros Ventre venne data per dispersa, ma anziché cercare di fare ritorno in Francia la nave compì proprie navigazioni. Kerguelen venne accusato (probabilmente a ragione) di aver abbandonato la Gros Ventre quando quest'ultima era in difficoltà.

### La guerra d'indipendenza americana
Elevato ad alfiere nel 1777, prestò servizio sulla fregata Belle Poule nel Canale della Manica e poi a bordo della Triton nella flotta dell'ammiraglio Orvilliers nel 1779. Comandò quindi il cutter Sans Pareil nella flotta di Guichen e combatté nelle battaglie di Dominica tra l'aprile e maggio del 1780. Catturato dalla HMS Phoenix e da due altre fregate, divenne in breve tempo soggetto a scambio di prigionieri e tornò in servizio al comando del cutter Serpent col quale catturò Pensacola (maggio 1781). Elevato al rango di tenente di vascello, divenne secondo ufficiale a bordo dell fregata Nymphe nel 1782 e con essa combatté diverse battaglie, portando in particolare alla cattura della HMS Argo nel febbraio del 1783 (Sarcey in questa battaglia ebbe il comando della Nymphe dopo che il capitano ne fu ucciso). Quindi compì una campagna nelle Antille dal 1787 al 1792, comandando la fregata Ariel e poi la fregata Surveillante.

### La Rivoluzione e l'Oceano Indiano
Elevato al rango di capitano di vascello nel 1792 e poi a quello di contrammiraglio nel gennaio del 1793, comandò una divisione inviata a Saint Domingue, ma come aristocratico venne sospettato di voler emigrare all'estero e pertanto venne arrestato durante il Regime del Terrore. Tornò al suo rango ed alla sua posizione in marina col Direttorio sotto il ministro Truguet.
Comandò dunque una divisione di quattro fregate partita da Rochefort col compito di raccogliere rinforzi, munizioni e due commissari del Direttorio (Baco e Burnel) alle Mauritius. Catturando diverse navi nel corso del suo viaggio, raggiunse l'Oceano Indiano dove altre forze vennero poste sotto il suo comando. Nel suo squadrone figurava la corvetta Brûle Gueule (al comando di Jean François Bruneau de la Souchais) e 7 fregate con capitani di talento:
- La Forte comandata da Beaulieu-Leloup
- La Prudente comandata da Magon
- La Régénérée comandata da Willaumez
- La Vertu comandata da Lhermitte
- La Seine comandata prima da Latour e poi da Bigot
- La Cybèle comandata da Tréhouart
- La Preneuse comandata da Marquès

Queste forze, seppur preponderanti, erano limitate di fronte alla potenza della Royal Navy presente nella regione con 10 navi di linea e 10 fregae. Inoltre, le Mauritius mancavano di mezzi di rifornimento necessari e di possibilità di riparazione delle navi in quanto la maggior parte delle truppe era impegnata a combattere le ostilità tra l'assemblea coloniale locale ed il governatore Malartic, e i coloni delle Isole Mascarene che non volevano accettare l'abolizione della schiavitù voluta dal governo di Parigi. La colonia del resto si rifiutò di fornire a Sercey il tanto desiderato supporto.
Sercey compensò la debolezza delle sue forze mantenendo le sue navi costantemente in mare e (operando come un pirata) raccogliendo denaro necessario al sostentamento delle sue forze vendendo ove necessario anche le navi catturate (tra cui figuravano diversi East Indiamen). La prudenza che si trovò a dover utilizzare in questo delicato periodo lo portò a sfuggire ad uno scontro con le navi di linea inglesi HMS Arrogant e HMS Victorious nell'Azione dell'8 settembre 1796, come pure nella cattura del "Convoglio della Cina" presso lo Stretto di Bali, composto da sei navi pesanti della Compagnia britannica delle Indie Orientali al comando del commodoro James Farquharson a bordo della Alfred. Nel successivo Incidente dello stretto di Bali il convoglio formò una linea di battaglia il 27 gennaio 1797 che impegnò Sercey a distanza, riuscendo ancora una volta ad evitare lo scontro diretto quando gli inglesi fecero credere al comandante francese di essere solo parte di un convoglio militare ben più grande, facendo retrocedere il loro nemico. Questo bluff rese fama e onore a Farquharson con grande eco presso la stampa nazionale inglese.

### La fine della divisione di Sercey

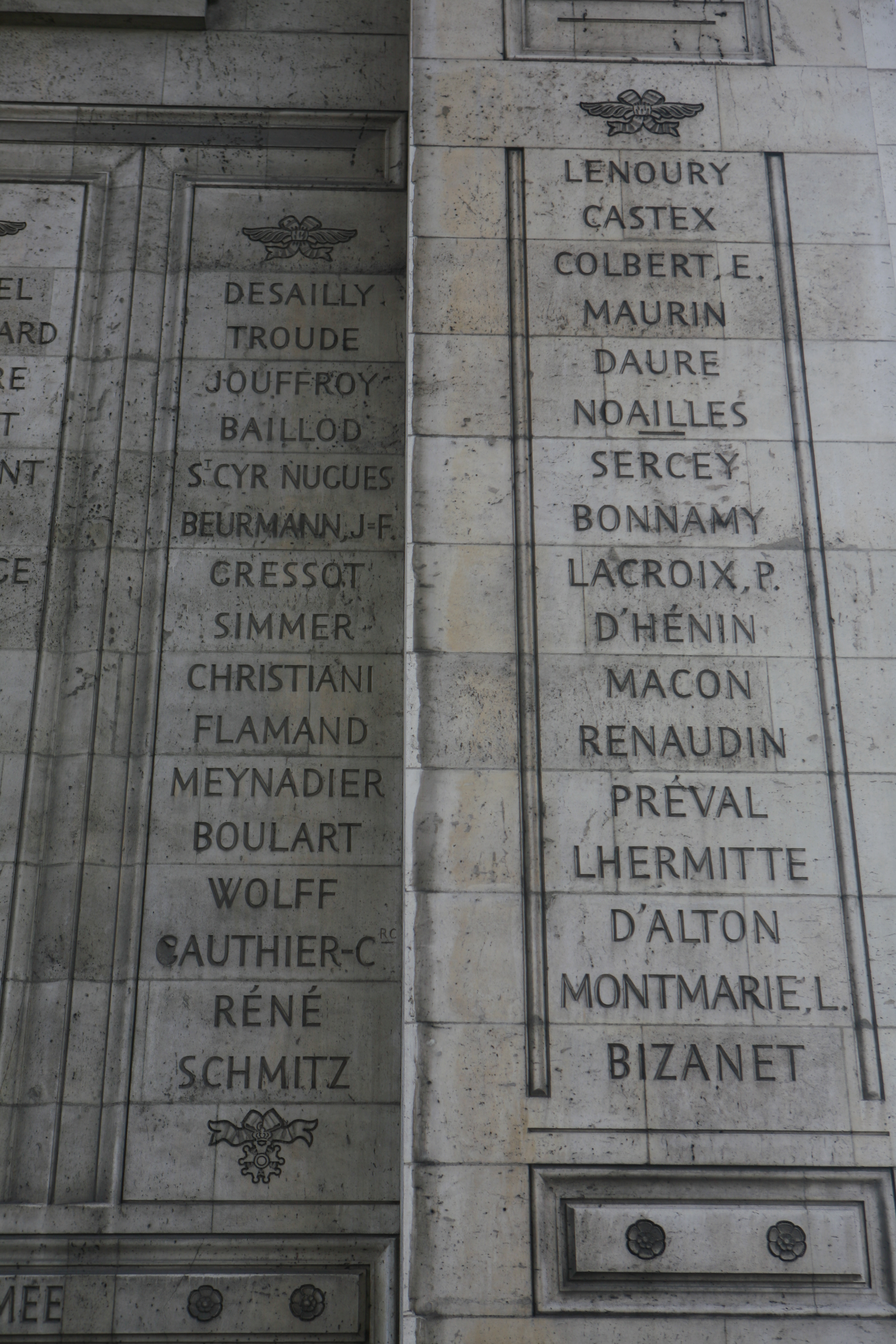
Il nome di Sercey inciso sull'Arco di Trionfo di Parigi

Ad ogni modo, nel 1798, senza alcun successo significativo, alcune navi parti della sua divisione vennero rimandate in Francia per subire delle riparazioni (Vertu, Régénérée e Seine). Approfittando dell'assenza di Sercey, inoltre, Malartic requisì la Forte e la Prudente trasformandole in vascelli da affidare a pirati locali che, da campitani incompetenti, portarono alla cattura di entrambe le navi all'inizio del 1799. Questi fatti insieme lasciarono Sercey con la sola fregata Preneuse (capitanata da Lhermitte) e con la corvetta Brûle Gueule - troppo piccola per un teatro di guerra così vasto. Cercò pertanto il supporto delle forze spagnole nell'area, fissando il proprio quartier generale a Surabaya per trovarsi vicino alla base spagnola di Manila. Anche così facendo, non fu in grado di costituire una vera e propria alleanza offensiva, coi capitani spagnoli che preferivano ai francesi gli inglesi (ufficialmente loro nemici) per i sentimenti repubblicani ed anti-religiosi della Francia rivoluzionaria.
Ritornando alle Mauritius con le ultime due navi rimastegli, per tre settimane Sercey riuscì a mantenersi lontano dalle navi che bloccavano l'accesso al porto dell'isola. Ad ogni modo, malgrado l'eccezionale talento del capitano, la Preneuse venne alla fine scoperta e distrutta dalle forze inglesi alle Mauritius presso la baia del fiume Tombeau nel dicembre dl 1799, segnando così la fine della divisione di Sercey e della campagna militare da lui intrapresa.

### La caduta in disgrazia, il ritiro e la morte

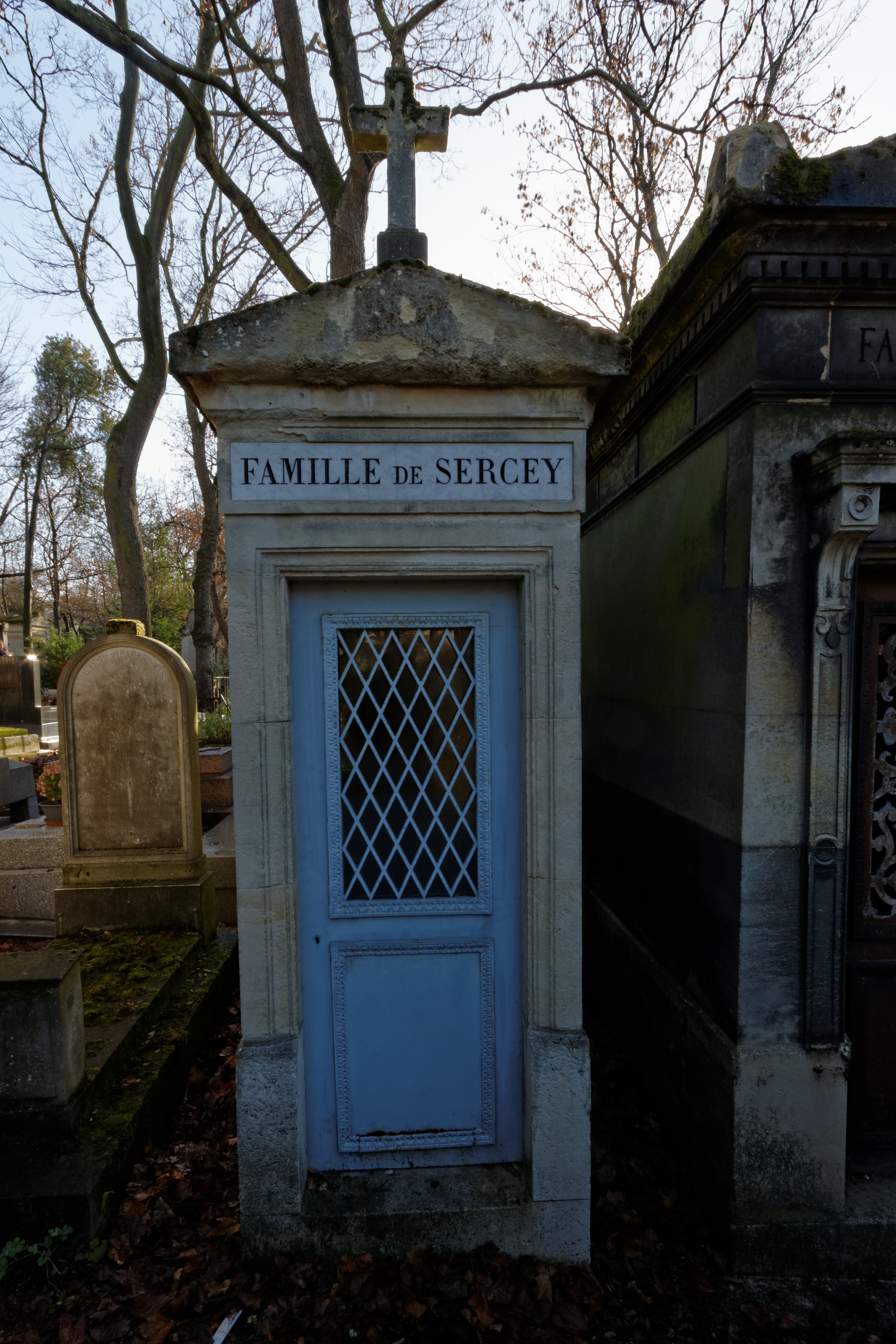
Tomba di Sercey nel cimitero di Père-Lachaise.

Tornò in Francia nel 1802 dove si scontrò con l'ostilità del ministro Denis Decrès, che lo riteneva responsabile del destino della sua divisione nell'Oceano Indiano. Disgustato dal comportamento di Decrès, Sarcey tornò nelle Mauritius dove si sposò e si insediò in loco come proprietario di una piantagione, giocando un ruolo importante nella difesa dell'isola nella campagna che si concluse con la definitiva cattura dell'avamposto da parte degli inglesi nel 1810. Tornò infine in Francia col grado di viceammiraglio nel 1814, nel 1824 venne creato Gentiluomo onorario di Camera e nel 1832 venne creato pari di Francia col titolo di marchese.
Alla sua morte, avvenuta a Parigi il 10 agosto 1836, la sua salma venne sepolta nel cimitero di Père-Lachaise.